# Joel Helleny
Joel Edward Helleny (Paris (Texas), 23 oktober 1956 - Herrin, 20 juni 2009) was een Amerikaanse jazz-trombonist.
Helleny studeerde een jaar aan de University of Illinois en trok in 1979 naar New York, waar hij speelde met Mel Lewis, Roy Eldridge (1979), Benny Goodman (1980-1982) en opnieuw Lewis (vanaf 1983). Hij speelde mee op de soundtrack voor "The Cotton Club" (1984) en verschillende films van Woody Allen. Hij was lid van de Memphis Nighthawks en werkte met Buck Clayton (1989-1990), Jimmy McGriff (1990), George Wein (vanaf 1990), Frank Wess (1991), Randy Sandke, Warren Vache (1993-1995), Kenny Davern (1994), Scott Hamilton (1995), Greg Cohen (1996) en de groep van Keith Ingham en Marty Grosz, Hot Cosmopolites (1996). Tevens speelde hij in de Carnegie Hall Jazz Band en de New York Allstars. In 1996 verscheen een album onder eigen naam, bij Arbors Records.

## Discografie
- Lip Service, Arbors Records, 1996